# Servando González Hernández
Servando González Hernández   (Veracruz, 15 de maig de 1923 - Ciutat de Mèxic, 5 d'octubre de 2008) va ser un cineasta mexicà.
Plantilla:Biografia
En 1953, va ocupar la direcció dels laboratoris dels Estudios Churubusco. Posteriorment, es va dedicar de ple en la direcció cinematogràfica. Amb el seu primer llargmetratge, anomenat Yanco, rep grans elogis per part del públic. Però en haver realitzat aquesta pel·lícula fora del sindicat que en aquest llavors controlava tot el cinema mexicà, la seva obra va córrer perill de ser destruïda. A Hollywood va dirigir, en conjunt amb Anthony Perkins, The Fool Killer, convertint-se en el primer director mexicà que dirigia una pel·lícula en aquesta indústria del cinema estatunidenc.
Va filmar per ordre del govern la matança dels estudiants del moviment estudiantil a la Plaza de las Tres Culturas de Tlatelolco amb 8 càmeres Arriflex de 35mm i telefotos de fins de 400mm, el més avançat per a la seva època, aquestes càmeres posteriorment es van usar per a gravar les Olimpíades només uns dies després; més tard el govern el va premiar nomenant-lo Director General de Cinema de la Presidència de la República durant el mandat de Luis Echeverría Álvarez.
Sempre va guardar silenci sobre el succés, però gent pròxima a ell als laboratoris Churubusco va esmentar que ell es vanagloriava d'haver filmat la matança dels estudiants. Es presumeix que una còpia d'aquests vídeos va ser guardada a la Cineteca Nacional sota un altre nom perquè ningú la trobés, però va ser consumida pel foc que va acabar amb la vella Cineteca Nacional en 1982.
Durant la matança de Tlatelolco el 2 d'octubre de 1968 va ser encarregat per la Secretaría de Gobernación, encapçalada aleshores per Luis Echeverría Álvarez, per filmar el desenvolupament del míting estudiantil d'aquell dia. González va col·locar vuit cambres distribuïdes en l'edifici Chihuahua, en la part superior de l'església adjacent a la Plaza de las Tres Culturas i en el pis 17 i 19 de la torre de la Secretaria de Relacions Exteriors, on Servando González va filmar el succés. En 1969, va filmar la campanya presidencial de Luis Echeverría i un any després va ser director general del Departament de Cinema de la Presidència.
La nit del dissabte 4 d'octubre de 2008, a l'edat de 85 anys, va morir en la Ciutat de Mèxic. És avi de l'actriu mexicana Ximena González-Rubio i del director de cinema Pedro González-Rubio.
El 2012 es va filmar el documental Los rollos perdidos on es relata l'existència de la filmació de la matança de Tlatelolco i la seva possible destrucció durant l'incendi de la Cineteca Nacional en 1982.

## Filmografia
- 1960 Yanco
- 1962 Los mediocres
- 1963 El asesino de tontos / The Fool Killer
- 1964 Viento negro
- 1966 El escapulario
- 1968 El hijo pródigo
- 1968 Va filmar la matança d'estudiants del 2 d'octubre del 68 i va callar fins a la seva mort.
- 1972 De que color es el viento
- 1976 Los de abajo
- 1977 El elegido
- 1978 Las grandes aguas
- 1986 El último túnel